# Надутост трбуха на висини
Надутост трбуха на висини или метеоризам, флатуленција, или избацивање ветрова (народни израз) је осећаја напетости или пуноће у трбуху праћено избацивањем гасова, настало као последица ширења накупљне веће количине ваздуха у шупљинама трбушне дупље, након промене у барометарском притиску околне средине током наглог успона или боравка на високим планинама, за време боравка у барокоморама или током летења ваздухопловом. Надутост трбуха може бити и само један од симптом који прати и неке органске промене у организму алпиниста или пилота току висинске болести.
Овај поремећај није само социјално ометајући и непријатан симптом већ може особи стварати грчеве и болове, а може имати и штетне последице по организам, и угрозити безбедност пилота и астронаута у току њиховог боравка на великим висинам, у зони сниженог атмосферског притиска. Исте тегобе могу имати и спртски и војни алпинисти али и неке друге професије (рониоци, кесонски радници, медицинки техничари у барокоморама итд.), који су изложени честим променама барометарског притиска, у обављању редовних послова.
Иако није катастрофална као баротраума ни као као висина едем плућа, надутост трбуха на висини ипак представља значајну непријатности онима који држе до свог ауторитета. На основу искуства чланова недавних експедиције на Евересту предлаже се употреба дигестивних ензима и симетикона, који током боравка на висини могу донекле минимизирати овај поремећај.

## Етиологија
Појава гасова у шупљим органима трбуху, код пилота, астронаута и особа које бораве у хипобаричним барокоморама, може изазавати знатан утицај на ток дисања често праћен јаком нелагодношћу и интензивним болом у труху. Такође овај проблем могу да имају и алпинисти, рониоци, кесонски радници и особе које се лече у хипербаричним барокоморама током „изрона“.
Ширење гаса у дебелом цреву у условима смањеног атмосферског притисак на великим висинама, донекле је аналогно брзом интраваскуларној експанзији азот који погађа скуба рониоце и окидач је декомпресија болест. Количина гаса није подједнака у свим трбушним органима. Највећа количина је у желуцу и доњим партијама црева (дебело и завршно црево-ректум), и износи 150-500 ml.

## Патофизиологија
Ова појава заснива се на разлици у атмосферском притиску, и у директној је корелацији са величине и брзине промене притиска на великим висинама, искуства и метаболизма појединца изложеног тим проеманама. Како се смањује спољни притисак, разлика у притиску између гаса у телу и околне атмосфере непрестано расте, као и потребе да се уклони део гаса како би се смањио притисак у шупљим органима. Ове наведене промене одигравају се у складу са У складу са Бојл-вим законом. 

### Бојл-Мариотов закон
Бојлов закон је један од гасних закона, који је назив добио по ирском природњаку Роберту Бојлу. Како је у изради овог закона учествовао и француски физичар Едму Мариоту често се у пракси он назива и Бојл-Мариотов закон. Закон је применљив на сва гасовита тела која се понашају приближно као „идеални гасови“.
Извођење закона;
{\displaystyle \qquad \qquad pV=k(const)}
где је:
- V je запремина гаса
- p je притисак гаса
- k је константа (const)

Вредност константе-(const) k је израчуната из мерења запремине и притиска стално исте количине гаса. Након промене у систему, најчешће присилном променом у обиму цеви које садржи исту количину гаса, нови обим и нови притисак се мере. Резултат израчунатог логаритама новог притиска и новог обима би требало да буду оригинална вредност k константе (const). Запремина V и притисак p су обрнуто пропорционални: већи обим значи мањи притисак, те мањи обим значи већи притисак.
Ако се запремина повећава
{\displaystyle \qquad \qquad p1_{V}1=k(const)}
{\displaystyle \qquad \qquad V_{1}>V=>P_{1}<P}
Значи да је производ притиска и запремине такође једнак константи:
{\displaystyle \qquad \qquad p_{V}=k(const)} 
 или
{\displaystyle \qquad p_{1}V_{1}=p_{2}V_{2}}
У пракси се ова једначина решава на начин да се из једначине испод одреди дејство промена у другој једначини. 
{\displaystyle \qquad p_{2}=p_{1}V_{1}/V_{2}}

### Надутост трбуха у хипобарији
Почев од 4.920 m висине јављају се прве тегобе изазване ширењем гасова у трбуху. На висини од 10.000 метара гас у трбуху има 4 пута већу запремину него на нивоу мора, На тој, и већим висинама надутост може имати за последицу подизање дијафрагме (пречаге) и ремећење нормалног процеса дисања. Уколико пилот на тим висинама удише преко кисеоничке маске киосеоник под натпритиском поремећаји у грудном кошу су још интензивније. Даље овај гас може да изазове и рефлексну вазомоторну реакцију коју прати; знојење, пад крвног притиска, све до губитка свести.
Ако је слузокожа црева преостељива, због надражај или дејства алергена из хране, тада и минималне количине гаса могу довести до појаве јаких болова. Појава ових поремећаја може значајно да утиче на безбедност управљања летелицом, а због тренутног поремећаја свести може изазвати и катастрофу.
| Барометарски притисак (mmHg) | Висина (мет.) | Релативни волумен гаса (лит.) |
| ---------------------------- | ------------- | ----------------------------- |
| 760                          | 0             | 1                             |
| 520                          | 3200          | 1,5                           |
| 350                          | 6500          | 2,4                           |
| 226                          | 9800          | 4,0                           |
| 141                          | 13.200        | 7,6                           |
| 87                           | 16.390        | 17,0                          |
| 54                           | 19.700        | 102,0                         |

### Надутост трбуха у хипербарији
Сличне појаве имају и рониоци, кесонски радници и особе које бораве у хипербаричним коморама на већим дубинама током изрона. Са спуштањем испод површине мора због пораста амбијенталног притиска долази до сабијање гасау шупљим органима трбуха, што обично не причињава тегобе. Али са повратком на површину (изрон) и пада амбијенталног притиска, долази до наглог ширења гаса у трбуху који изазвива сличне тегобе као код пилота.

## Превентивне мере
- Редовном контролом здравственог стања, благовремено открити поремећаје и болести које могу утицати на надутост трбуха, а лицима код којих се открију ови поремећаји привремено забранити борвак у атмосфери повишеног или сниженог притиска.
- У време летења, роњење, боравка у кесонима и барокоморама, избегавати употребу хране за коју је познато да надима, хране која иритира слузокожу дигестивног тракта и конзумирање газираних напиткака.
- У случају тегоба, опробаним методама, (подригивањем и избацивањем гасова преко ректума), настојати да се са променом амбијенталног притиска из дигестивнок тракта избаци што већа количина гаса, што доводи до изједначавање притиска у шупљим органима трбуха са околним притиском и престанка тегоба.

## Терапија
Примена лекова
За лечење надутости користе се; 
- Препарати који везују гасове (Диметикон)
- Спазмолитици или препарати који смањују грчеве
- Биљни лековити препарати из групе карминатива, који смањују надутост и стимулишу варење.

Конзервативно лечење
- Топле купке или термофор на трбуху
- Масирање трбуха у смеру кретања казаљке на сату почевши од доњег десног дела трбуха навише затим испод ребара налево и потом наниже до доњег левог дела трбуха у трајању од око 5 минута.
- Примена чаја од камилице или нане са кимом и/или анисом.[8]